# ミェシュコ1世
ミェシュコ1世（Mieszko I, 935年? - 992年5月25日）は、ピャスト朝ポーランド王国の創始者で初代ポーランド公（在位：963年 - 992年）。ポーランド王国の基幹部族となったレフ族（ポラニェ族）の族長シェモミスウの子、レストコの孫、シェモヴィトの曾孫、ピャストの玄孫。

## 生涯
963年、ポーランド公に即位する。しかし即位直後からウィエルトやヴォリニアなどのスラヴ系支族とその同盟者のザクセン貴族ヴィヒマン2世（ビルング家、en）の侵攻に悩まされ、バルト海沿岸のポンメルン地方を侵略されてしまった。しかし政治能力に優れた人物で、その後の神聖ローマ帝国の侵略を食い止めるために、ローマ教皇に莫大な貢物を送ってその援助を受け、966年にはカトリックに改宗した。その際、設置されたポズナンの司教座は教皇に直属した。また、ザクセン系の聖職者ではなく、バイエルン系の聖職者から洗礼を受けることで、神聖ローマ帝国の影響下に入ることを巧みに避けた。そしてチェック人が築き上げたチェック（ボヘミア）公国の公女ドゥブラフカを妃として迎えることで同盟を結び、連合してポモージェを奪還し、マウォポルスカ、シロンスクも併合して後のポーランド王国の原型を形作ったのである。3000名を擁するといわれる従士団が統一の大きな推進力となった。
992年に死去し、最初の妻ドゥブラフカ（ボヘミア公ボレスラフ1世の娘、かつてマイセン辺境伯ギュンターの妻であった）との息子ボレスワフ1世が公位を継いだ。
現在ポーランドで発行されている10ズウォティ紙幣の、表面側の肖像に採用されている。

## 子女
965年に結婚したドゥブラフカ（977年没）との間に以下の子女をもうけた。
- ボレスワフ1世（966/7年 - 1025年） - ポーランド王
- シフィエントスワヴァ（シグリダ、en） - 長女。最初スウェーデンのエリク6世に嫁ぎ、王妃シグリッドとしてスウェーデン王オーロフを生み、次いでデンマークのスヴェン1世に嫁いで、王妃グンヒルとしてクヌーズ2世（カヌート大王）を生んだ。
- 次女

978年頃、ノルトマルク辺境伯ディートリヒの娘オーダと結婚し、息子をもうけている。